# سمفونی شماره ۴ (شوبرت)

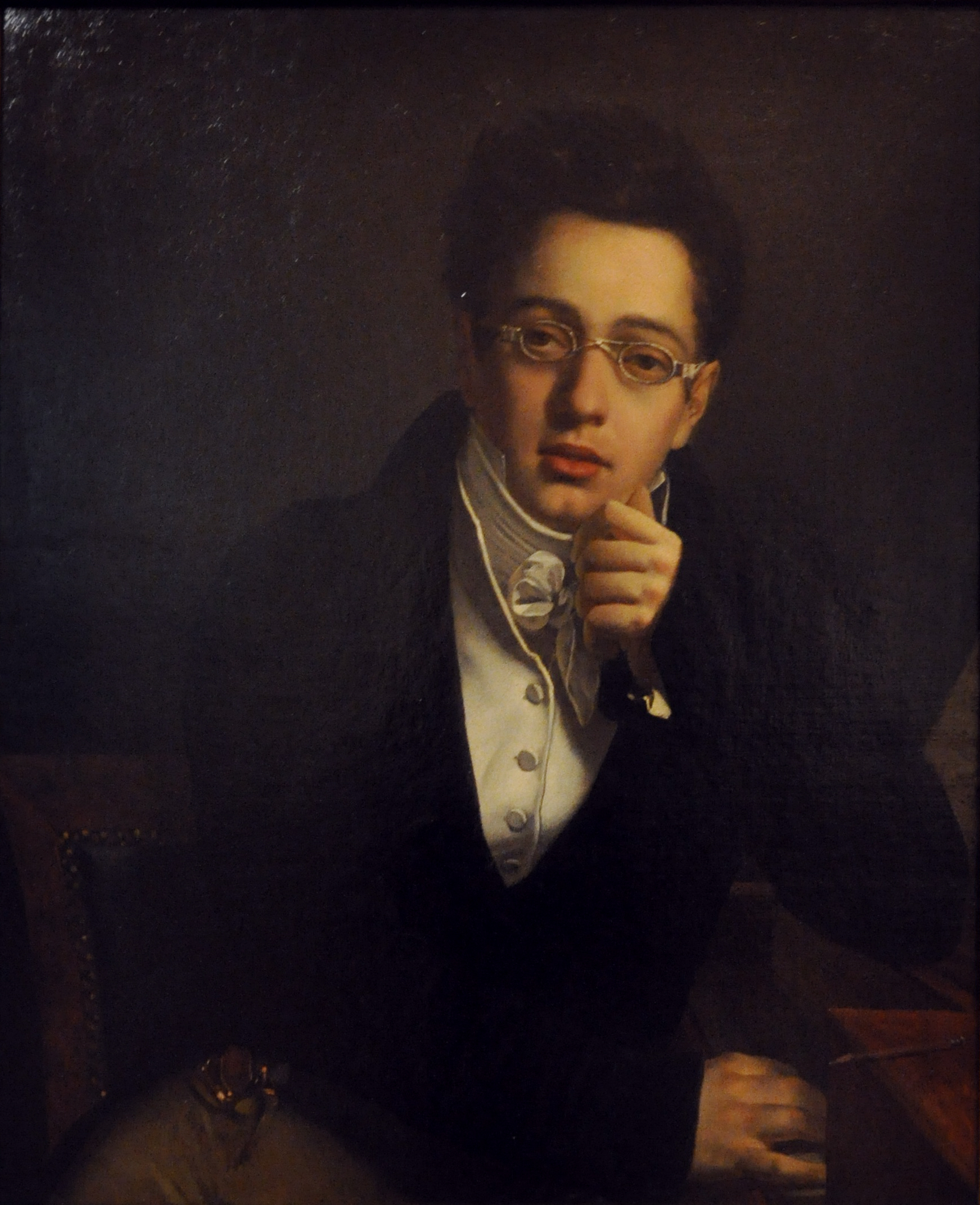
پرتره یک مرد جوان (احتمالاً شوبرت حدود ۱۷ ساله است)

سمفونی شماره ۴ در گام دو مینور، دی ۴۱۷، که توسط آهنگساز آن، با نام سمفونی غم‌انگیز (تراژیک) (به آلمانی: Tragische Sinfonie) نام‌گذاری شد، چهارمین سمفونی فرانتس شوبرت آهنگساز کلاسیک / رمانتیک اتریشی است که در سال ۱۸۱۶ تکمیل گردید. این سمفونی یک سال پس از خلق سمفونی سوم شوبرت و زمانی که او ۱۹ سال داشت به پایان رسید و تا قبل از ۱۹ نوامبر ۱۸۴۹، یعنی نزدیک به دو دهه از زمان مرگ مصنف، هیچ اجرای نخستی نداشت و اولین اجرای آن در تاریخ یادشده و در شهر لایپزیگ صورت گرفت.

## ساختار
مدت زمان کوتاهی پس از تکمیل اثر، شوبرت عنوان آن را غم‌انگیز برگزید و دستنوشتهٔ نسخهٔ اصلی را امضا کرد هر چند مشخص نیست که علت انتخاب این عنوان از جانب آهنگساز چه دلیلی داشته اما تنها می‌توان گفت که این سمفونی به همراه سمفونی دیگرش یعنی شماره ۸ (ناتمام) تنها سمفونی‌های شوبرت هستند که هر دو در یک کلید مینور نوشته شدند، این سمفونی برای ۲ فلوت، ۲ ابوا، ۲ کلارینت در «سی بمل»، ۲ فاگوت، ۴ هورن در «لابمل»، «دو» و «می بمل»، تیمپانی، و سازهای زهی نوشته شده، سمفونی دارای ۴ موومان می‌باشد که مجموعاً مدت زمان ۳۰ دقیقه را برای اجرا در بر می‌گیرد.
1. آداجیو مولتو - آلگرو ویواچه
2. آندانته در (لابمل ماژور)
3. منوئه. آلگرو ویواچه تریو در (می بمل ماژور)
4. آلگرو